# Autoportrait (Giorgione, Brunswick)
Pour les articles homonymes, voir Autoportrait (homonymie).
Autoportrait (Autoritratto) est une œuvre de Giorgione réalisée en 1510, conservée dans les collections du Herzog Anton Ulrich Museum de Brunswick, en Basse-Saxe (Allemagne).
Il s'agit d'une peinture à l'huile sur bois, de 52 × 43 cm.

## Anecdote
En 1936, Samuel Beckett se rend à Brunswick pour voir l'Autoportrait de Giorgione, une œuvre qu'il admire et qui l'influencera dans sa création. Dans un article de la revue Savoirs et clinique, Franz Kaltenbeck analyse l'effet de l'art de Giorgione sur l'auteur irlandais, et montre comment cette découverte s'est répercutée dans son œuvre.

## Voir aussi

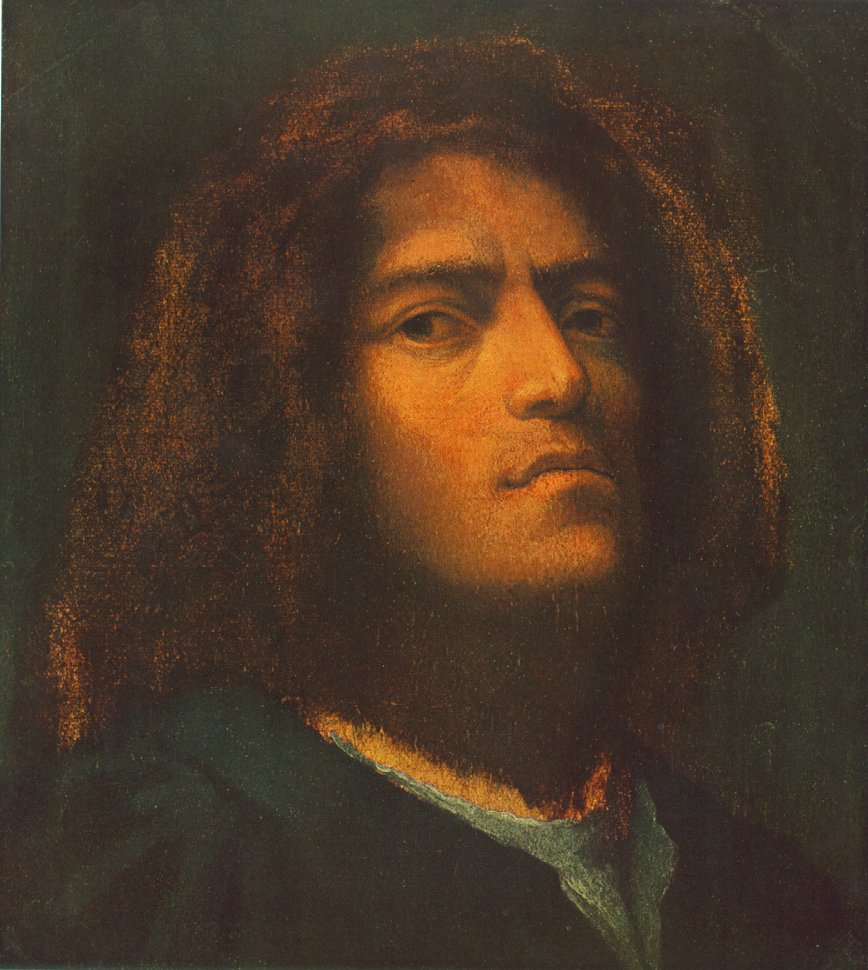
Autoportrait de Giorgione, Budapest.